# Gimnastyka na Letnich Igrzyskach Olimpijskich 2016 – ćwiczenia wolne mężczyzn
Ćwiczenia wolne mężczyzn na Letnich Igrzyskach Olimpijskich 2016 odbyły się w dniach od 6 sierpnia do 14 sierpnia w hali Rio Olympic Arena. Złoty medal olimpijski zdobył brytyjczyk Max Whitlock. Srebro i brąz wywalczyli reprezentanci Brazylii, kolejno Diego Hypolito i Arthur Mariano.

## Terminarz
| Data        | Godzina |            |
| ----------- | ------- | ---------- |
| 6 sierpnia  | 20:00   | eliminacje |
| 14 sierpnia | 14:00   | finał      |

## Wyniki

### Eliminacje
| Pozycja | Zawodnik         | Państwo           | Trudność | Wykonanie | Kary | Razem  |
| ------- | ---------------- | ----------------- | -------- | --------- | ---- | ------ |
| 1.      | Samuel Mikulak   | Stany Zjednoczone | 6.800    | 9.000     |      | 15.800 |
| 2.      | Jacob Dalton     | Stany Zjednoczone | 6.700    | 8.900     |      | 15.600 |
| 3.      | Kōhei Uchimura   | Japonia           | 6.900    | 8.633     |      | 15.533 |
| 4.      | Diego Hypolito   | Brazylia          | 6.800    | 8.700     |      | 15.500 |
| 4.      | Max Whitlock     | Wielka Brytania   | 6.800    | 8.700     |      | 15.500 |
| 6.      | Kenzo Shirai     | Japonia           | 7.600    | 7.833     | -0.1 | 15.333 |
| 7.      | Kristian Thomas  | Wielka Brytania   | 6.200    | 9.033     |      | 15.233 |
| 8.      | Yūsuke Tanaka    | Japonia           | 6.300    | 8.933     |      | 15.233 |
| 9.      | Arthur Mariano   | Brazylia          | 6.400    | 8.800     |      | 15.200 |
| 10.     | Manrique Larduet | Kuba              | 6.500    | 8.700     |      | 15.200 |

### Finał
| Pozycja | Zawodnik        | Państwo           | Trudnośc | Wykonanie | Kary | Razem  |
| ------- | --------------- | ----------------- | -------- | --------- | ---- | ------ |
| złoto   | Max Whitlock    | Wielka Brytania   | 6.800    | 8.833     |      | 15.633 |
| srebro  | Diego Hypolito  | Brazylia          | 6.800    | 8.733     |      | 15.533 |
| brąz    | Arthur Mariano  | Brazylia          | 6.700    | 8.733     |      | 15.433 |
| 4.      | Kenzo Shirai    | Japonia           | 7.600    | 7.766     |      | 15.366 |
| 5.      | Kohei Uchimura  | Japonia           | 6.900    | 8.641     |      | 15.241 |
| 6.      | Jacob Dalton    | Stany Zjednoczone | 6.700    | 8.433     |      | 15.133 |
| 7.      | Kristian Thomas | Wielka Brytania   | 6.200    | 8.858     |      | 15.058 |
| 8.      | Samuel Mikulak  | Stany Zjednoczone | 6.600    | 7.833     |      | 14.333 |